# PSA International
 (février 2021).
PSA International Pte Ltd est le second opérateur portuaire mondial en 2006. Les entités principales du Groupe sont PSA Singapore Terminals, PSA HNN et PSA Marine. Au total, PSA gère 28 ports dans 16 pays en Asie, Europe et aux  Amériques, avec une capacité globale de 111 millions EVP et plus de 66 km de longueur de quais.

## Historique

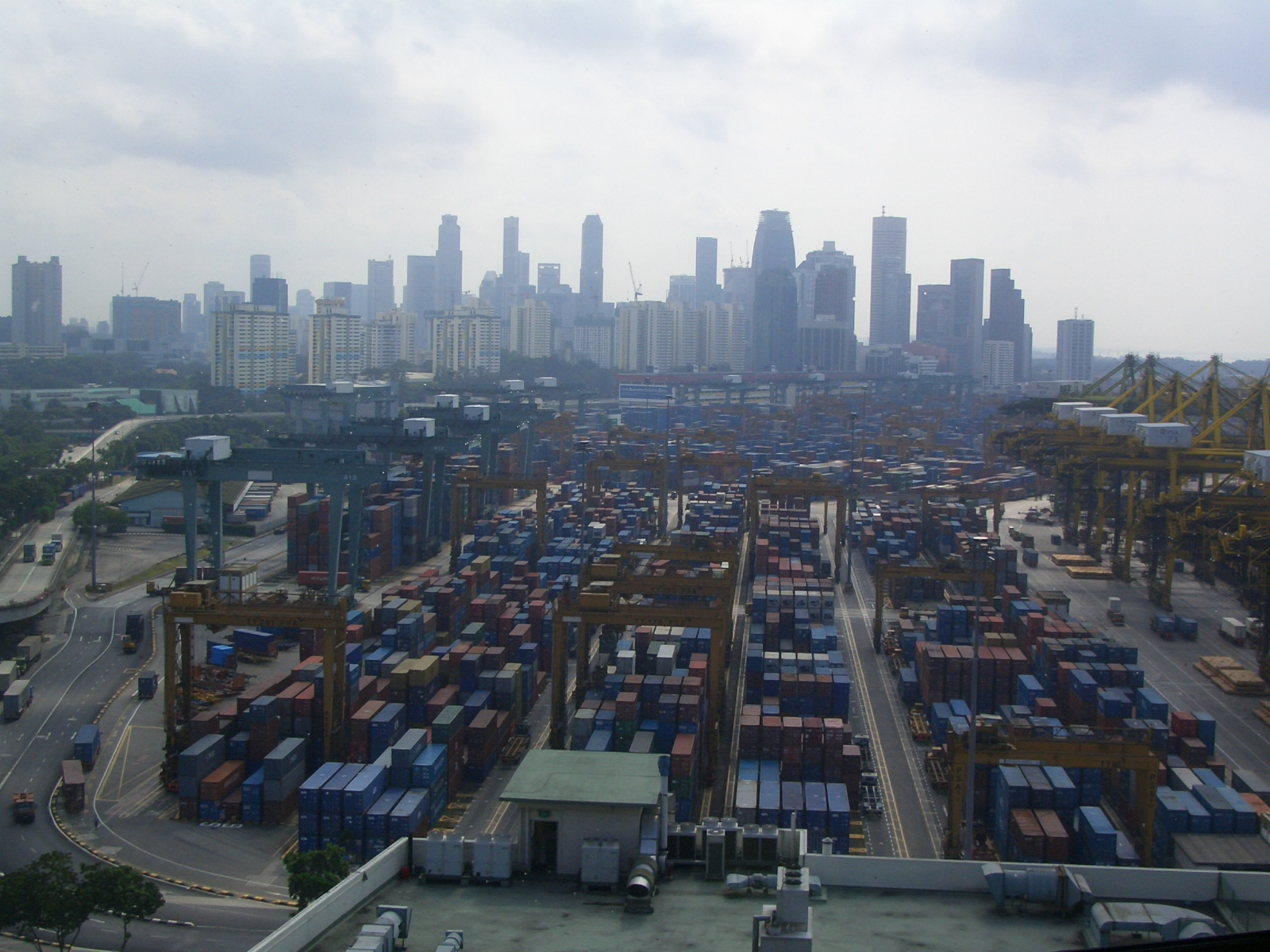
Le terminal PSA de Keppel, avec le centre financier de Singapour en arrière-plan

Port of Singapore Authority (littéralement : Autorité Portuaire de Singapour) a été fondé le 11 avril 1964 en remplacement du Singapore Harbour Board basé sur le port de Singapour. Le 25 août 1997, le parlement de Singapour a décrété sa transformation en société, et PSA Corporation Ltd a été officiellement créé le 1er octobre 1997.
PSA a ensuite été restructuré en décembre 2003, l'entité PSA International Pte Ltd devenant la holding du groupe PSA International.
En 2006, PSA s'est livré à une bataille acharnée avec son concurrent Dubai Ports World pour la reprise de l'opérateur britannique P&O, mais a echoué dans sa tentative de rachat.
En 2006-2007, PSA International acquiert 20 % de Hutchison Port Holdings à CK Hutchison Holdings pour 4,4 milliards de dollars.

## Filiales

### PSA Singapore Terminals

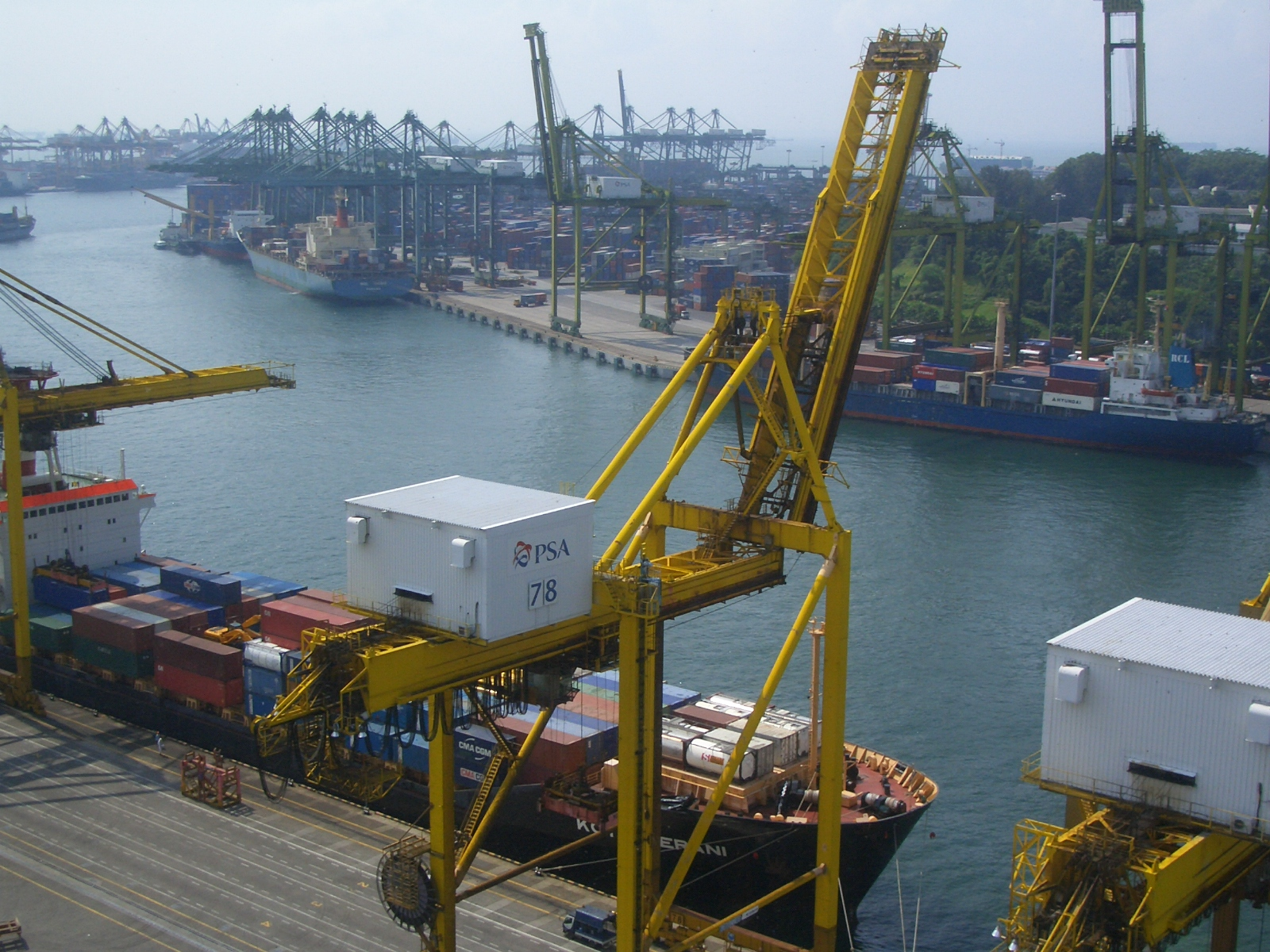
Grue de quai au terminal de Keppel, à Singapour

PSA Singapore Terminals est le plus grand port de conteneurs au monde, avec plus de 20 % de l'activité mondiale de transbordement de conteneurs. Ce port est au cœur d'un réseau de 200 lignes maritimes, desservant 600 ports dans 123 pays.

### PSA Marine
PSA Marine Pte Ltd, une filiale de PSA International, fournit des services au secteur du transport maritime. Ces services comprennent le pilotage, le remorquage, le transport trans-océanique, des navires support pour les activités offshore d'exploitation pétrolière et gazièere, le grutage, etc.

### PSA HNN
La societe PSA HNN a été constituée en 2002 par la fusion de Hesse Noord Natie (HNN) et de PSA. PSA HNN est la plus grosse filiale de PSA International hors d'Asie. PSA HNN exploite certains terminaux des ports d'Anvers, de Zeebruges et de Rotterdam, tant dans l'activité conteneurs, que dans l'automobile et le vrac.
En août 2005, PSA HNN et K-Line-Yang Ming-Hanjin (KYH) ont créé une société commune dénommée Antwerp International Terminal NV, pour exploiter conjointement des quais du terminal Deurganck dans le port d'Anvers.

## Ports et terminaux
Ce tableau liste les terminaux gérés actuellement ou dans un futur proche par PSA International.
| Terminal                                                        | Pays         | Nombre de jetées | Longueur de quai (m) | Surface (ha) | Tirant d'eau (m) | Grues de quai | Capacité (milliers d'EVP) |
| --------------------------------------------------------------- | ------------ | ---------------- | -------------------- | ------------ | ---------------- | ------------- | ------------------------- |
| Exolgan Container Terminal, Buenos Aires                        | Argentine    | 4                | 1 300                | 67           | 12               | 10            | 2 000                     |
| Terminal Churchill, Anvers                                      | Belgique     | 5                | 2 260                | 80           | 14               | 5             | 800                       |
| Terminal Deurganck, Anvers                                      | Belgique     | 8                | 2 750                | 200          | 16,5             | 24            | 5 700                     |
| Terminal MSC, Anvers                                            | Belgique     | 8                | 2 580                | 163          | 16               | 23            | 4 000                     |
| Terminal Europa, Anvers                                         | Belgique     | 4                | 1 180                | 72           | 14,5             | 8             | 1 700                     |
| Terminal Noordzee, Anvers                                       | Belgique     | 4                | 1 125                | 79           | 15,5             | 10            | 2 000                     |
| Terminal de Conteneurs de Zeebruges                             | Belgique     | 3                | 1 000                | 37           | 15,5             | 8             | 825                       |
| Terminal Albert II, Zeebruges                                   | Belgique     | 4                | 1 300                | 50           | 16,5             | 8             | 1 100                     |
| Dalian Container Terminal, Dalian                               | Chine        | 7                | 1 856                | 74           | 14               | 16            | 2 200                     |
| Dalian Port Container Terminal, Dalian                          | Chine        | 6                | 2 097                | 125          | 17,8             | 18            | 2 800                     |
| Dongguan Container Terminal, Dongguan                           | Chine        | 2                | 678                  | 48,5         | 14,3             | 6             | 950                       |
| Fuzhou Qingzhou Container Terminal, Fuzhou                      | Chine        | 3                | 519                  | 28           | 11,5             | 4             | 500                       |
| Fuzhou International Container Terminal, Fuzhou                 | Chine        | 5                | 1 650                | 160          | 17,5             | 15            | 2 500                     |
| Guangzhou Container Terminal, Xingang                           | Chine        | 3                | 659                  | 27           | 13               | 6             | 800                       |
| Guangzhou Container Terminal, Xinsha                            | Chine        | 3                | 640                  | 39           | 13               | 6             | 1 100                     |
| Container Terminal 3, Hong Kong                                 | Chine        | 1                | 305                  | 16,7         | 14               | 4             | 630                       |
| Container Terminal 4, Hong Kong                                 | Chine        | 12               | 4 292                | 111          | 15,5             | 43            | 8 500                     |
| Container Terminal 6, Hong Kong                                 | Chine        | 12               | 4 292                | 111          | 15,5             | 43            | 8 500                     |
| Container Terminal 7, Hong Kong                                 | Chine        | 12               | 4 292                | 111          | 15,5             | 43            | 8 500                     |
| Container Terminal 9, Hong Kong                                 | Chine        | 12               | 4 292                | 111          | 15,5             | 43            | 8 500                     |
| Container Terminal 8 East, Hong Kong                            | Chine        | 2                | 1 088                | 30           | 15,5             | 9             | 1 800                     |
| Container Terminal 8 West, Hong Kong                            | Chine        | 2                | 740                  | 28,5         | 15,5             | 8             | 1 800                     |
| Tianjin Port Alliance International Container Terminal, Tianjin | Chine        | 4                | 1 100                | 63           | 16               | 11            | 1 850                     |
| Tianjin Port Pacific International Container Terminal, Tianjin  | Chine        | 6                | 2 300                | 218          | 16               | 23            | 4 000                     |
| Chennai International Terminals, Chennai                        | Inde         | 3                | 832                  | 35           | 15,5             | 3             | 1 500                     |
| PSA Hazira International Terminal, Hazira                       | Inde         | 2                | 650                  | 33,2         | 15               | 2             | 1 230                     |
| Tuticorin Container Terminal, Tuticorin                         | Inde         | 1                | 370                  | 10           | 11,9             | 3             | 450                       |
| Kolkata Container Terminal, Calcutta                            | Inde         |                  |                      |              |                  |               |                           |
| Venice Container Terminal, Venise                               | Italie       | 3                | 860                  | 29           | 10               | 5             | 450                       |
| Voltri Terminal Europa, Gênes                                   | Italie       | 5                | 1 480                | 113          | 15               | 13            | 2 000                     |
| Hibiki Container Terminal, Kitakyūshū                           | Japon        | 4                | 1 225                | 43           | 15               | 3             | 1 100                     |
| Busan New Port, Pusan                                           | Corée du Sud | 9                | 3 200                | 206          | 17               | 26            | 5 500                     |
| Incheon Container Terminal, Incheon                             | Corée du Sud | 3                | 900                  | 35,5         | 14               | 9             | 1 350                     |
| Holland Terminals, Rotterdam                                    | Pays-Bas     | (barge)          | 300                  | 10           | 5,5              | 2             | 265                       |
| PSA Panama International Terminal                               | Panama       | 1                | 330                  | 12           | 14               | 3             | 450                       |
| PSA Gwadar International Terminals, Gwadar                      | Pakistan     | -                | 602                  | 50           | 14,5             | 2             | 500                       |
| Sines Container Terminal, Sines                                 | Portugal     | 3                | 940                  | 36,4         | 16               | 10            | 1 400                     |
| Brani Container Terminal                                        | Singapour    | 9                | 2 600                | 80           | 15               | 32            | 35 000                    |
| Keppel Container Terminal                                       | Singapour    | 14               | 3 200                | 100          | 14,6             | 42            | 35 000                    |
| Pasir Panjang Container Terminal                                | Singapour    | 23               | 7 900                | 335          | 16               | 71            | 35 000                    |
| Tanjong Pagar Container Terminal                                | Singapour    | 8                | 2 300                | 85           | 14,6             | 27            | 35 000                    |
| Eastern Sea Laem Chabang Terminal, Laem Chabang                 | Thaïlande    | 3                | 1 250                | 45,5         | 14               | 13            | 2 220                     |
| Mersin International Port, Mersin                               | Turquie      | 6                | 1 500                | 110          | 14               | 7             | 2 500                     |
| PSA UK East Terminal, Great Yarmouth                            | Royaume-Uni  | 1                | 200                  | 12           | 11               | 2             | 250                       |
| SP-PSA International Port, Vung Tau                             | Viêt Nam     | 4                | 1 200                | 54           | 14,5             | 12            | 2 200                     |